# Carter Bettles
Carter Bettles, né le 2 septembre 1998,, est un coureur cycliste australien.

## Biographie
Né en Australie, Carter Bettles est un ancien étudiant de l'université du Queensland. Il a obtenu un bachelor en sciences de l'exercice et de la nutrition en 2020. 
En 2022, il se classe troisième du Tour de Tasmanie et d'une étape du Tour de Langkawi. Il termine également deuxième du Tour de Southland, tout en ayant remporté une étape. L'année suivante, il s'impose en solitaire sur une étape du Tour du Japon. Il s'agit de son premier succès obtenu sur une course inscrite au calendrier de l'UCI. 

## Palmarès et résultats

### Palmarès par année
- 2019
  - Darren Smith Classic
- 2022
  - 4e étape du Tour de Southland
  - 2e du Tour de Southland
  - 3e du Tour de Tasmanie
- 2023
  - 3e étape du Tour du Japon
- 2024
  - 4e étape du Tour de Taïwan
  - 2e du Tour de Batam
  - 3e du Tour de Taïwan
  - 3e de la The Bueng Si Fai International Road Race
- 2025
  - 3e étape du Tour de Banyuwangi Ijen

### Classements mondiaux
| Année                                 | 2022  | 2023 | 2024 |
| ------------------------------------- | ----- | ---- | ---- |
| Classement mondial                    | 2217e | 843e | 301e |
| UCI Oceania Tour                      | 96e   | 52e  | 17e  |
|                                       |       |      |      |
| Légende : nc = non classéSource : UCI |       |      |      |